# FC Haarlem in het seizoen 1988/89
Het seizoen 1988/1989 was het 35e jaar in het bestaan van de Haarlemse betaaldvoetbalclub FC Haarlem. De club kwam uit in de Nederlandse Eredivisie en eindigde daarin op de 10e plaats. Tevens deed de club mee aan het toernooi om de KNVB Beker, hierin werd in de tweede ronde, na strafschoppen, verloren van Fortuna Sittard (1–1).

## Wedstrijdstatistieken

### Eredivisie
|       | Ajax  | BVV Den Bosch | Feyenoord | Fortuna Sittard | FC Groningen | MVV   | PEC Zwolle '82 | PSV   | RKC   | Roda JC | Sparta Rotterdam | FC Twente | FC Utrecht | BV Veendam | FC Volendam | VVV   | Willem II |
| ----- | ----- | ------------- | --------- | --------------- | ------------ | ----- | -------------- | ----- | ----- | ------- | ---------------- | --------- | ---------- | ---------- | ----------- | ----- | --------- |
| Thuis | 0 – 1 | 0 – 0         | 1 – 2     | 2 – 2           | 2 – 1        | 0 – 4 | 0 – 0          | 2 – 0 | 1 – 1 | 1 – 0   | 2 – 0            | 2 – 1     | 2 – 1      | 1 – 0      | 3 – 0       | 2 – 0 | 2 – 2     |
| Uit   | 5 – 0 | 2 – 5         | 3 – 0     | 1 – 1           | 2 – 0        | 1 – 1 | 1 – 2          | 3 – 0 | 3 – 1 | 4 – 1   | 0 – 0            | 0 – 0     | 2 – 1      | 2 – 0      | 4 – 0       | 1 – 1 | 1 – 1     |

### KNVB Beker
| 1e ronde                                        | De Treffers     | 0 – 4 (0 – 2)                         | FC Haarlem                                                             |
| 1 oktober 1988 Plaats: Groesbeek Sportpark Zuid |                 |                                       | 6' (e.d.) Joop van der Ing 33', 61' Wout Holverda 90' Raymond Atteveld |
| 2e ronde                                        | Fortuna Sittard | 1 – 1 (1 – 0, 1 – 1) Na strafschoppen | FC Haarlem                                                             |
| 19 november 1988 Plaats: Sittard De Baandert    | Nico Jalink 42' |                                       | 64' Rini van Roon                                                      |

## Statistieken FC Haarlem 1988/1989

### Eindstand FC Haarlem in de Nederlandse Eredivisie 1988 / 1989
| Stand | Gespeeld | Gewonnen | Gelijk | Verloren | Punten | Doelpunten voor | Doelpunten tegen |
| ----- | -------- | -------- | ------ | -------- | ------ | --------------- | ---------------- |
| 10e   | 34       | 11       | 11     | 12       | 33     | 37              | 50               |

### Topscorers
| #      | Naam             | Goal |
| ------ | ---------------- | ---- |
| 1.     | Wout Holverda    | 8    |
| 1.     | Rini van Roon    | 8    |
| 3.     | Raymond Atteveld | 5    |
| 3.     | Peter van Velzen | 5    |
| 5.     | Marcel Peeper    | 4    |
| 6.     | Karel Bouwens    | 2    |
| 6.     | Rob Matthaei     | 2    |
| 8.     | Ortwin Linger    | 1    |
| 8.     | Romano Sion      | 1    |
| 8.     | Carlo van Tour   | 1    |
| Totaal | Totaal           | 37   |

| #                    | Naam                           | Goal |
| -------------------- | ------------------------------ | ---- |
| 1.                   | Wout Holverda                  | 2    |
| 2.                   | Raymond Atteveld               | 1    |
| 2.                   | Rini van Roon                  | 1    |
| Onbekende doelpunten |                                |      |
| 1.                   | Joop van der Ing (De Treffers) | 1    |
| Totaal               | Totaal                         | 5    |